# Tour de la Provence 2021
Il Tour de la Provence 2021, sesta edizione della corsa, valevole come prima prova dell'UCI ProSeries 2021 categoria 2.Pro, a seguito dell'annullamento delle quattro precedenti competizioni del calendario per la Pandemia di COVID-19 si svolse in quattro tappe dall'11 al 14 febbraio 2021 su un percorso di 674,1 km, con partenza da Aubagne ed arrivo ad Salon-de-Provence, nella regione Provenza-Alpi-Costa Azzurra, in Francia. La vittoria fu appannaggio del colombiano Iván Sosa, che completò il percorso in 17h00'17", alla media di 39,642 km/h, precedendo il francese Julian Alaphilippe ed il connazionale Egan Bernal.
Sul traguardo di Salon-de-Provence 133 ciclisti, su 140 partiti da Aubagne, portarono a termine la competizione.

## Tappe
| Tappa  | Data        | Percorso                             | km    | Vincitore di tappa | Leader cl. generale |
| ------ | ----------- | ------------------------------------ | ----- | ------------------ | ------------------- |
| 1ª     | 11 febbraio | Aubagne > Six-Fours-les-Plages       | 182,3 | Davide Ballerini   | Davide Ballerini    |
| 2ª     | 12 febbraio | Cassis > Manosque                    | 174,7 | Davide Ballerini   | Davide Ballerini    |
| 3ª     | 13 febbraio | Istres > Mont Ventoux/Chalet Reynard | 153,9 | Iván Sosa          | Iván Sosa           |
| 4ª     | 14 febbraio | Avignone > Salon-de-Provence         | 163,2 | Phil Bauhaus       | Iván Sosa           |
| Totale | Totale      | Totale                               | 674,1 |                    |                     |

## Squadre e corridori partecipanti
| N.    | Cod. | Squadra               |
| ----- | ---- | --------------------- |
| 1-7   | ACT  | AG2R Citroën Team     |
| 11-17 | AST  | Astana-Premier Tech   |
| 21-27 | TBV  | Bahrain Victorious    |
| 31-37 | BOH  | Bora-Hansgrohe        |
| 41-47 | COF  | Cofidis               |
| 51-57 | DQT  | Deceuninck-Quick Step |
| 61-67 | GFC  | Groupama-FDJ          |
| 71-77 | IGD  | Ineos Grenadiers      |
| 81-87 | LTS  | Lotto Soudal          |
| 91-97 | MOV  | Movistar Team         |

| N.      | Cod. | Squadra                         |
| ------- | ---- | ------------------------------- |
| 101-107 | DSM  | Team DSM                        |
| 111-117 | TQA  | Team Qhubeka Assos              |
| 121-127 | TFS  | Trek-Segafredo                  |
| 131-137 | UAD  | UAE Team Emirates               |
| 141-147 | ARK  | Team Arkéa-Samsic               |
| 151-157 | BBK  | B&B Hotels                      |
| 161-167 | DKO  | Delko                           |
| 171-177 | TDE  | Total Direct Énergie            |
| 181-187 | XRL  | Xelliss-Roubaix Lille Métropole |
| 191-197 | AUB  | St Michel-Auber 93              |

## Dettagli delle tappe

### 1ª tappa
- 11 febbraio: Aubagne > Six-Fours-les-Plages – 182,3 km

Risultati
| Pos. | Corridore        | Squadra    | Tempo    |
| ---- | ---------------- | ---------- | -------- |
| 1    | Davide Ballerini | Deceuninck | 4h43'23" |
| 2    | Arnaud Démare    | Groupama   | s.t.     |
| 3    | Nacer Bouhanni   | Arkéa      | s.t.     |

| Pos. | Corridore        | Squadra    | Tempo    |
| ---- | ---------------- | ---------- | -------- |
| 1    | Davide Ballerini | Deceuninck | 4h43'13" |
| 2    | Arnaud Démare    | Groupama   | a 4"     |
| 3    | Nacer Bouhanni   | Arkéa      | a 6"     |

### 2ª tappa
- 12 febbraio: Cassis > Manosque – 174,7 km

Risultati
| Pos. | Corridore        | Squadra    | Tempo    |
| ---- | ---------------- | ---------- | -------- |
| 1    | Davide Ballerini | Deceuninck | 4h21'49" |
| 2    | Giulio Ciccone   | Trek       | s.t.     |
| 3    | Alex Aranburu    | Astana     | s.t.     |

| Pos. | Corridore          | Squadra    | Tempo    |
| ---- | ------------------ | ---------- | -------- |
| 1    | Davide Ballerini   | Deceuninck | 9h04'52" |
| 2    | Alex Aranburu      | Astana     | a 16"    |
| 3    | Julian Alaphilippe | Deceuninck | a 17"    |

### 3ª tappa
- 13 febbraio: Istres > Mont Ventoux/Chalet Reynard – 153,9 km

Risultati
| Pos. | Corridore          | Squadra    | Tempo    |
| ---- | ------------------ | ---------- | -------- |
| 1    | Iván Sosa          | Ineos      | 4h08'14" |
| 2    | Egan Bernal        | Ineos      | a 15"    |
| 3    | Julian Alaphilippe | Deceuninck | a 18"    |

| Pos. | Corridore          | Squadra    | Tempo     |
| ---- | ------------------ | ---------- | --------- |
| 1    | Iván Sosa          | Ineos      | 13h13'16" |
| 2    | Egan Bernal        | Ineos      | a 19"     |
| 3    | Julian Alaphilippe | Deceuninck | a 21"     |

### 4ª tappa
- 14 febbraio: Avignone > Salon-de-Provence – 153,9 km

Risultati
| Pos. | Corridore        | Squadra    | Tempo    |
| ---- | ---------------- | ---------- | -------- |
| 1    | Phil Bauhaus     | Bahrain    | 3h47'01" |
| 2    | Davide Ballerini | Deceuninck | s.t.     |
| 3    | Nacer Bouhanni   | Arkéa      | s.t.     |

| Pos. | Corridore          | Squadra    | Tempo     |
| ---- | ------------------ | ---------- | --------- |
| 1    | Iván Sosa          | Ineos      | 17h00'17" |
| 2    | Julian Alaphilippe | Deceuninck | a 18"     |
| 3    | Egan Bernal        | Ineos      | a 19"     |

## Evoluzione delle classifiche
| Tappa              | Vincitore          | Classifica generale Maglia multicolore | Classifica a punti Maglia nera | Classifica scalatori Maglia blu | Classifica giovani Maglia verde | Classifica a squadre |
| ------------------ | ------------------ | -------------------------------------- | ------------------------------ | ------------------------------- | ------------------------------- | -------------------- |
| 1ª                 | Davide Ballerini   | Davide Ballerini                       | Davide Ballerini               | Lilian Calmejane                | Matthew Walls                   | Bora-Hansgrohe       |
| 2ª                 | Davide Ballerini   | Davide Ballerini                       | Davide Ballerini               | Lilian Calmejane                | Ide Schelling                   | Bora-Hansgrohe       |
| 3ª                 | Iván Sosa          | Iván Sosa                              | Davide Ballerini               | Filippo Conca                   | Iván Sosa                       | Ineos Grenadiers     |
| 4ª                 | Phil Bauhaus       | Iván Sosa                              | Davide Ballerini               | Filippo Conca                   | Iván Sosa                       | Ineos Grenadiers     |
| Classifiche finali | Classifiche finali | Iván Sosa                              | Davide Ballerini               | Filippo Conca                   | Iván Sosa                       | Ineos Grenadiers     |

Maglie indossate da altri ciclisti in caso di due o più maglie vinte
- Nella 2ª tappa Arnaud Démare ha indossato la maglia nera al posto di Davide Ballerini.
- Nella 3ª tappa Giulio Ciccone ha indossato la maglia nera al posto di Davide Ballerini.
- Nella 4ª tappa Egan Bernal ha indossato la maglia verde al posto di Iván Sosa.

## Classifiche finali

### Classifica generale - Maglia multicolore
| Pos. | Corridore          | Squadra    | Tempo     |
| ---- | ------------------ | ---------- | --------- |
| 1    | Iván Sosa          | Ineos      | 17h00'17" |
| 2    | Julian Alaphilippe | Deceuninck | a 18"     |
| 3    | Egan Bernal        | Ineos      | a 19"     |
| 4    | Wout Poels         | Bahrain    | a 39"     |
| 5    | Patrick Konrad     | Bora       | a 57"     |
| 6    | Bauke Mollema      | Trek       | s.t.      |
| 7    | Jack Haig          | Bahrain    | a 58"     |
| 8    | Mauri Vansevenant  | Deceuninck | s.t.      |
| 9    | Jesús Herrada      | Cofidis    | s.t.      |
| 10   | Aleksandr Vlasov   | Astana     | s.t.      |

### Classifica a punti - Maglia nera
| Pos. | Corridore          | Squadra    | Punti |
| ---- | ------------------ | ---------- | ----- |
| 1    | Davide Ballerini   | Deceuninck | 42    |
| 2    | Phil Bauhaus       | Bahrain    | 20    |
| 3    | Nacer Bouhanni     | Arkéa      | 20    |
| 4    | Giulio Ciccone     | Trek       | 18    |
| 5    | Julian Alaphilippe | Deceuninck | 16    |

### Classifica scalatori - Maglia blu
| Pos. | Corridore          | Squadra | Punti |
| ---- | ------------------ | ------- | ----- |
| 1    | Filippo Conca      | Lotto   | 15    |
| 2    | Andreas Leknessund | DSM     | 15    |
| 3    | Jérôme Cousin      | Total   | 9     |
| 4    | Delio Fernández    | Delko   | 9     |
| 5    | Jérémy Leveau      | Xelliss | 8     |

### Classifica giovani - Maglia verde
| Pos. | Corridore         | Squadra    | Tempo     |
| ---- | ----------------- | ---------- | --------- |
| 1    | Iván Sosa         | Ineos      | 17h00'17" |
| 2    | Egan Bernal       | Ineos      | a 19"     |
| 3    | Mauri Vansevenant | Deceuninck | a 58"     |
| 4    | Aleksandr Vlasov  | Astana     | s.t.      |
| 5    | A. Paret-Peintre  | AG2R       | a 1'28"   |

### Classifica a squadre
| Pos. | Squadra             | Tempo     |
| ---- | ------------------- | --------- |
| 1    | Ineos Grenadiers    | 51h03'44" |
| 2    | Bahrain Victorious  | a 44"     |
| 3    | AG2R Citroën Team   | a 3'29"   |
| 4    | Bora-Hansgrohe      | a 3'31"   |
| 5    | Astana-Premier Tech | a 3'50"   |